# ティム・ルーニー
ティム・ルーニー（Tim Rooney、1947年1月4日 - 2006年9月23日）は、アメリカ合衆国の俳優。

## 経歴
1947年1月4日にアラバマ州バーミングハムで生まれ、父親は同じく俳優のミッキー・ルーニー、母親は元ミスアラバマで歌手のベティー・ジェーン・レイズで、B.J.ベイカー名義で活動していた。
ティムは皮膚筋炎の病気に苦しんでおり、2006年9月23日、父親の86歳の誕生日に皮膚筋炎を合併した肺炎の為死去した。59歳没。

## 出演

### 映画
- サンセット通りの暴動（英語版）（1967年）

### テレビシリーズ
- マーベリック（1957年 - 1962年）
- わが家はいっぱい（英語版）（1962年）
- ギジェットは15才（1965年 - 1966年）
- 奥さまは魔女（1964年 - 1972年）
- ドラグネット（英語版）（時期不明）